# 安托皮利 (安德魯紹夫卡區)
50°4′8″N 28°52′42″E / 50.06889°N 28.87833°E
安托皮利（烏克蘭語：Антопіль），是烏克蘭北部的村莊，隸屬日托米爾州的別爾季切夫區。該村面積19.3平方公里，海拔高度229米，2023年人口380，人口密度每平方公里25.39人。